# ویک مونیس
ویک مونیس (پرتغالی: Vik Muniz؛ تلفظ پرتغالی:[ˈvik muˈnis]؛ زادهٔ ۲۰ دسامبر ۱۹۶۱) عکاس، نقاش، و کارگردان فیلم اهل برزیل است.
از فیلم‌ها یا برنامه‌های تلویزیونی که وی در آن نقش داشته‌است، می‌توان به سرزمین باطله اشاره کرد.